# Hardesty (Oklahoma)
Hardesty es un pueblo ubicado en el condado de Texas en el estado estadounidense de Oklahoma. En el año 2010 tenía una población de 212 habitantes y una densidad poblacional de 353,33 personas por km².

## Geografía
Hardesty se encuentra ubicado en las coordenadas 36°36′58″N 101°11′33″O / 36.61611, -101.19250 (36.616203, -101.192542).

## Demografía
Según la Oficina del Censo en 2000 los ingresos medios por hogar en la localidad eran de $28,214 y los ingresos medios por familia eran $29,688. Los hombres tenían unos ingresos medios de $26,667 frente a los $20,089 para las mujeres. La renta per cápita para la localidad era de $11,836. Alrededor del 22.5% de la población estaban por debajo del umbral de pobreza.